# Sipos István (pedagógus)
Sipos István (Sátoraljaújhely, 1934. március 26. – 2024. január 30.) Rátz Tanár Úr-életműdíjas magyar kémia–biológia szakos pedagógus.

## Élete és munkássága

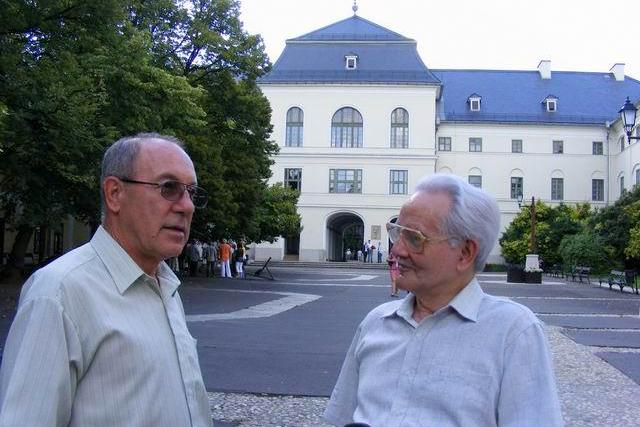
Sipos István egy találkozón

Tanulmányait a ricsei elemi népiskolában kezdte, ahol édesapja, id. Sipos István, az iskola igazgatójaként, az emberek bizalmának kiérdemlője, érdemes szolgája, a falu mindenese volt. Ezt fia is érezte, felemelőnek tartotta, ha tudását ő is szétáraszthatja, azt diákjaival megosztja. Ezért tanulmányait a közeli sárospataki református kollégiumban folytatta. Itt 1945 és 1953 közt tanult. 
A Szegedi Tudományegyetem Természettudományi Karának biológia-kémia szakán végzett 1957-ben. Még ebben az évben volt középiskolájában kezdett dolgozni mint tanár és internátusi nevelő. 40 éven át szolgálta alma materét. Tanóráin kívül kísérletező szakköröket szervezett érdeklődő tanítványainak, segítette felkészülésüket az egyetemi felvételire.
Számos színházi előadást rendezett, ahol maszkmester, díszletfestő és világosító szerepköröket is ellátott.
1960-ban kötött házasságot Kovács Ilona tanítónővel. Három gyermeke és hét unokája született, akik mind sárospataki diákok voltak.
1966-től 1972-ig megyei kémia szakfelügyelő, majd a kémiai munkaközösség vezetője volt. A Magyar Kémikusok Egyesületének megyei elnökségi tagja, az Országos Diákvegyész Napok ötletadója. Diákjaival kiváló eredményeket ért el nemcsak hazánkban, hanem külföldön is. 
A református egyházközségben is kiemelkedő munkát végzett. 1990–1996 között a Református Zsinatokon képviselte a Református Kollégiumot. Az egyházközség presbitere és 1999-től főgondnoka volt több éven át.
Számos iskolatörténeti írása is született. 2019-ben a Hegyalja Televízió felkérésére egy 67 perces videóban – "Mesélő sírkövek – séta a sárospataki református temetőben" – mutatta a be sárospataki református temetőben nyugvó  - hazai és nemzetközi sikereket elérő -, nem csak egyházi személyek élettörténetét.

## Elismerései
- 17 alkalommal kapott különböző kitüntetéseket, emlékérmet, emléklapot
- Szent-Györgyi Albert-emlékérem (1992)
- Kövy Sándor-életműdíj a Tiszáninneni Egyházkerület Elnökségétől (1999)
- Rátz Tanár Úr-életműdíj (2015)[6]